# Elecciones estatales de Coahuila de 2024
Las elecciones estatales de Coahuila de 2024 se llevaron a cabo el domingo 2 de junio de 2024 y en ellas se renovaron los 38 ayuntamientos del estado mexicano de Coahuila. compuestos por un presidente municipal, un síndico y sus regidores. Elegidos para un periodo de tres años

## Organización

### Partidos políticos
En las elecciones estatales tienen derecho a participar ocho partidos políticos. Siete son partidos políticos con registro nacional: Partido Acción Nacional (PAN), Partido Revolucionario Institucional (PRI), Partido de la Revolución Democrática (PRD), Partido del Trabajo (PT), Partido Verde Ecologista de México (PVEM), Movimiento Ciudadano (MC) y Movimiento Regeneración Nacional (Morena). Y el partido político estatal Unidad Democrática de Coahuila.

## Alianzas y candidaturas
|  | Partido Revolucionario Institucional - 31 Ayuntamientos: Abasolo, Allende, Arteaga, Candela, Castaños, Francisco I. madero, Frontera, General Cepeda, Guerrero, Hidalgo, Juárez, Lamadrid, Matamoros, Monclova, Morelos, Muzquiz, Nadadores, Nava, Ocampo, Parras, Piedras Negras, Progreso, Ramos Arizpe, Sacramento, Saltillo, San Buenaventura, San Juan Sabinas, San Pedro, Torreón, Viesca y Villa Unión |
|  | Partido de la Revolución Democrática - 4 Ayuntamientos: Cuatro Ciénagas, Escobedo, Sierra Mojada y Zaragoza |
|  | Unidad Democrática de Coahuila - 3 Ayuntamientos: Acuña, Jiménez y Sabinas |

### Alianza Ciudadana por la Seguridad
El 12 de diciembre de 2023, los dirigentes estatales de PAN, PRI y PRD anunciaron que irán en alianza para las elecciones a ayuntamientos en Coahuila. Sin embargo, el 9 de enero de 2024, el PAN anunció que no se integraría a dicha coalición por desacuerdos con el PRI sobre la distribución de puestos en el gabinete del gobernador Manolo Jiménez y en las candidaturas para las elecciones municipales.
La coalición registrada ante el Instituto Electoral de Coahuila quedó confirmada por el PRI, el PRD y el partido estatal UDC.

### Sigamos Haciendo Historia Coahuila
|  | Movimiento Regeneración Nacional - 21 Ayuntamientos: Abasolo, Acuña, Arteaga, Castaños, Cuatro Ciénagas, Escobedo, Francisco I. madero, Guerrero, Jiménez, Juárez, Matamoros, Monclova, Nadadores, Nava, Piedras Negras, Sacramento, San Buenaventura, San Pedro, Torreón, Viesca y Villa Unión |
|  | Partido del Trabajo - 12 Ayuntamientos: Allende, Candela, General Cepeda, Hidalgo, Lamadrid, Morelos, Muzquiz, Ocampo, Progreso, Ramos Arizpe, Sabinas y Sierra Mojada |

El 9 de enero, Morena y el Partido del Trabajo registraron ante el Instituto Electoral de Coahuila su coalición para ir juntos en 33 de los 38 municipios del estado.

## Resultados

### Ayuntamientos
|  | 41.88 % |

|  | 31.11 % |

|  | 5.99 % |

|  | 4.35 % |

|  | 4.2 % |

|  | 4.04 % |

|  | 2.3 % |

|  | 2.15 % |

|  | 0.48 % |

|  | 96.51 % |

|  | 3.49 % |

|  | 64.65 % |

## Resultados por municipio
|  | 43.71 % |

|  | 36.08 % |

|  | 9.05 % |

|  | 3.58 % |

|  | 2.05 % |

|  | 1.87 % |

|  | 96.34 % |

|  | 3.66 % |

|  | 46.67 % |

|  | 39.66 % |

|  | 5.19 % |

|  | 2.66 % |

|  | 2.06 % |

|  | 96.24 % |

|  | 3.76 % |

|  | 53.88 % |

|  | 25.42 % |

|  | 11.94 % |

|  | 4.77 % |

|  | 1.25 % |

|  | 97.26 % |

|  | 2.74 % |

|  | 48.55 % |

|  | 42.49 % |

|  | 3.65 % |

|  | 1.15 % |

|  | 0.86 % |

|  | 96.60 % |

|  | 3.30 % |

|  | 65.64 % |

|  | 23.38 % |

|  | 5.59 % |

|  | 1.58 % |

|  | 0.59 % |

|  | 96.79 % |

|  | 3.21 % |

|  | 48.70 % |

|  | 43.06 % |

|  | 2.11 % |

|  | 1.17 % |

|  | 1.13 % |

|  | 96.16 % |

|  | 3.84 % |

|  | 37.22 % |

|  | 36.91 % |

|  | 14.98 % |

|  | 5.24 % |

|  | 1.62 % |

|  | 0.69 % |

|  | 96.67 % |

|  | 3.33 % |